# アロサウルス
アロサウルス（学名　Allosaurus、“異なるトカゲ”の意）は、アロサウルス科に属する恐竜の一属である。和名は異竜 (いりゅう)。

## 概要

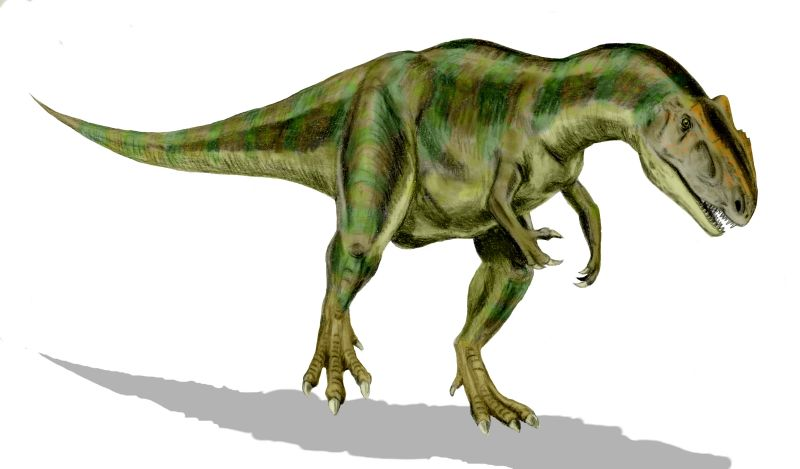
想像図

中生代ジュラ紀後期（約1億5,500万 - 1億4,500万年前）の北アメリカやヨーロッパに生息していた大型肉食獣脚類である。1877年にアメリカ合衆国の古生物学者オスニエル・チャールズ・マーシュがこの種を定義づける化石を初めて報告した。肉食恐竜としてはティラノサウルスと共に恐竜研究の興隆期からよく知られたものの1つであり、一般にも図鑑や学習書籍などを通して広く浸透している。また日本では、国内で最初の恐竜の骨格標本展示として1964年に国立科学博物館で標本が公開された。のち、2015年7月の地球館展示リニューアルに伴って1階に常設展示が始まった。
アロサウルスは二足歩行性で、鋭く大きな歯を多数備えた巨大な頭骨を持つ捕食者であった。平均的な全長（頭から尻尾の先端までの長さ）は8.5mで、12mに達したと推定される個体の化石の断片も発見されている。大きく強力な後肢（脚）と、それに比して小さな3本指を備えた前肢（腕）を持ち、長いが先細りな尻尾で体のバランスを取っていた。

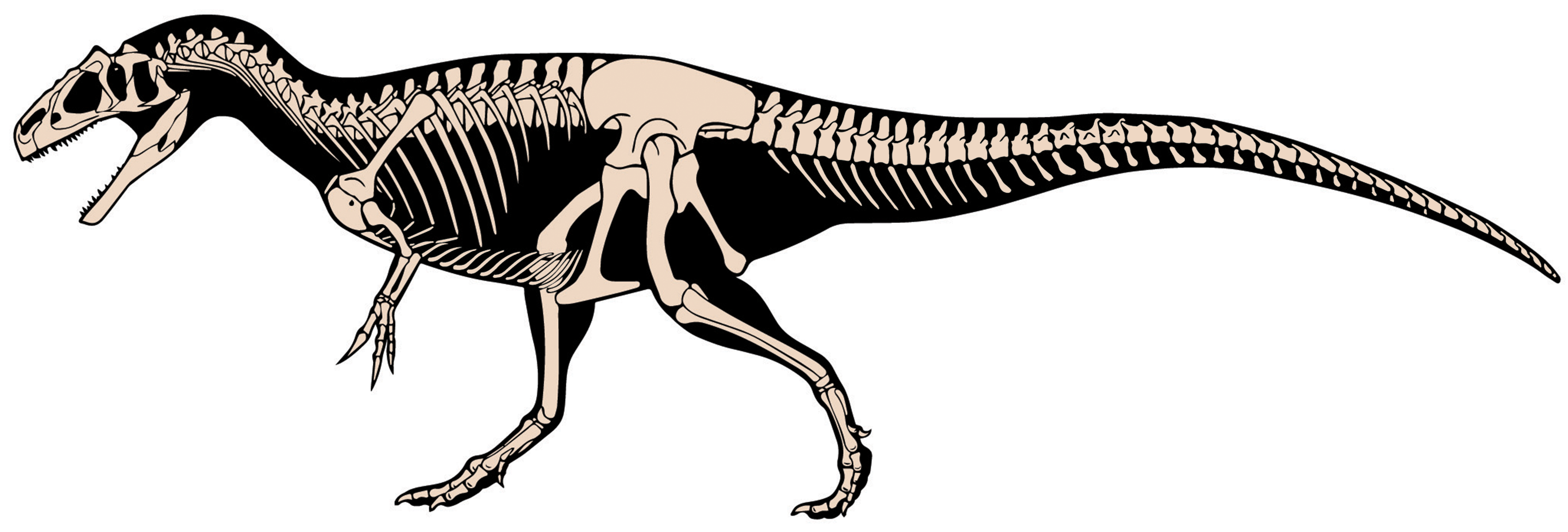
アロサウルスの骨格図

「アロサウルス」という名称は分類学的には属名と科名（上科を含む）に現れるが、特に断りがない場合は属名を示す（ちなみにアルファベットでの綴りは科名がAllosauridae、上科名がAllosauroidea）。いわゆる恐竜の中でも竜盤目・獣脚亜目（以下、獣脚類）・テタヌラ下目・カルノサウルス類のアロサウルス科に属し、マーシュの命名した最も著名な種はアロサウルス・フラギリス（A. fragilis、ラテン語で“脆いもの”の意）である。この他にもアロサウルス科には数種が属するとされるが、分類の妥当性に関して議論中のものが多く、正確な数は一概には言えない。アロサウルスの化石の多くは北アメリカ大陸のモリソン層（en:Morrison Formation）産だが、ヨーロッパ大陸のポルトガルからも産出している。またアロサウルスの一種である可能性のある化石がアフリカ大陸のタンザニアでも発見されている。20世紀にはアントロデムス（Antrodemus）という学名で呼ばれた時期もあったが、クリーブランド・ロイド発掘地（en:Cleveland Lloyd Dinosaur Quarry）で発見された大量の化石の研究により、アロサウルスの学名が妥当であることが認められ、著名な恐竜の一つとして一般に知られることになった。
この「Allosaurus」の読み方であるが、多くは子音を一つ省いてアロサウルスと読まれる。また子音を発音してアルロサウルス、ll にアクセントを置きアッロサウルスとされる場合もある。

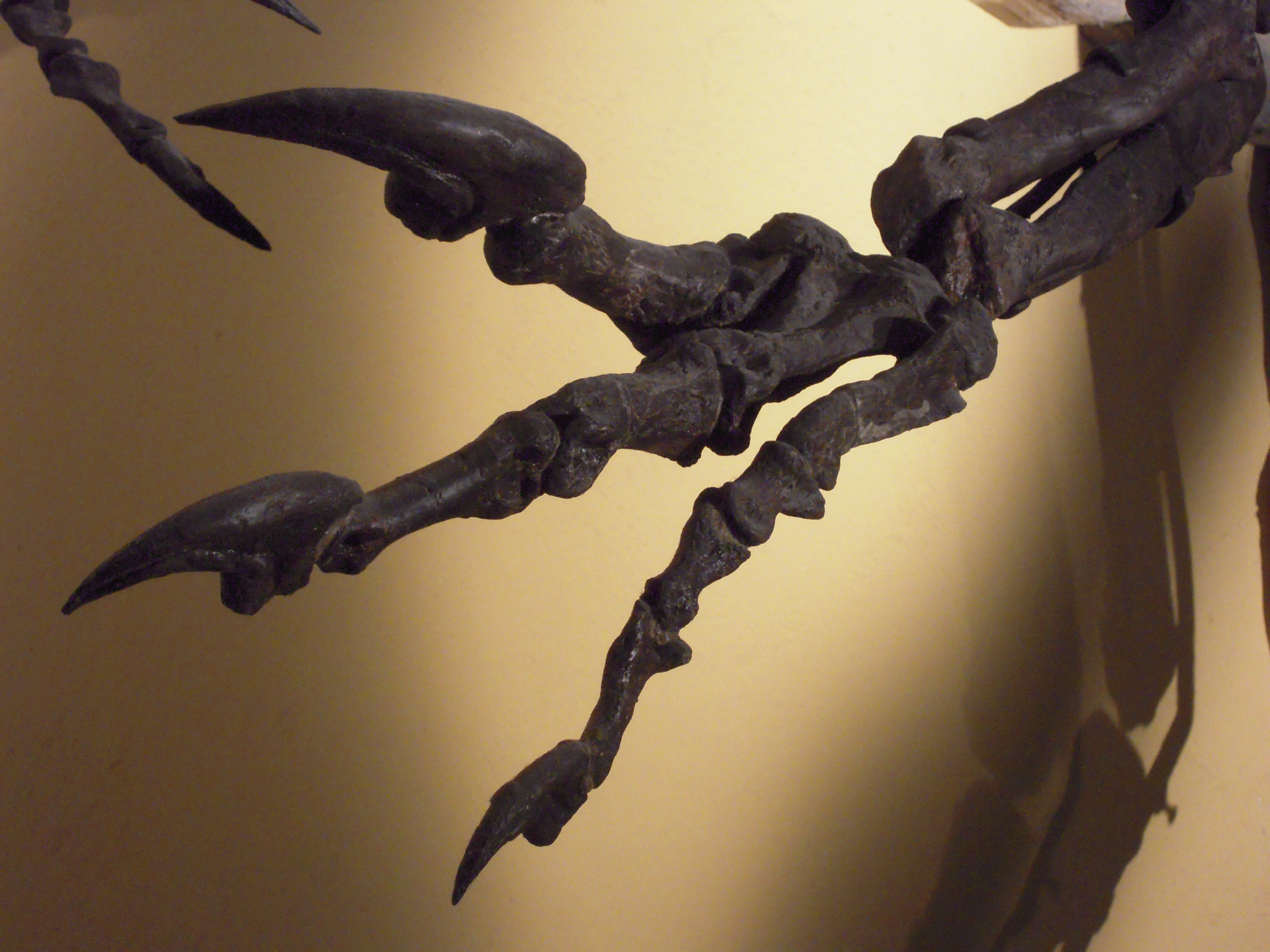
鋭い爪を持つ前足の骨格

アロサウルスはかつてモリソン層が形成された時代の食物連鎖の頂点であり、同時代に存在していた草食恐竜（ステゴサウルス等の鳥盤類、アパトサウルス等の竜脚類）を捕食していたと考えられている。しかし、狩猟方法に関しては解明されていない点が多く、研究が続けられている。竜脚類の大型草食恐竜を集団で狩猟していたかのような想像図が描かれることがあるが、一方で共食いしていた跡が見つかっており、アロサウルスが社会性を持っていたかどうかは議論の焦点となっている。狩猟における襲撃方法の通説は、茂みで待ち伏せし、その大きな上顎を振りかぶって奇襲を行っていたというものである。

## 特徴

アロサウルスのスケール比較。左から、人、エパンテリアス（アロサウルスとごく近縁の恐竜）、最大級のアロサウルス、平均的なアロサウルス、“ビッグ・アル”（後述）を示す。

アロサウルスは大きな頭、短く太い首、長く重厚な尾、後肢に比べて短い上肢といった特徴を持つ典型的な大型獣脚類である。最も著名な種であるアロサウルス・フラギリスの平均的な全長は8.5mで、最大級のアロサウルスの標本 (標本番号：AMNH 680)の推定全長は9.7mと考えられている。アロサウルスの権威ともいえる古生物学者ジェームズ・マドセン（James Madsen）が1976年にまとめたモノグラフでは、骨の大きさの範囲から考えて体長は最大12m〜13mになったのではないかと推測されている。体重に関しては様々な意見があるが、1980年頃より出された見解はいずれもおよそ1トン〜4トンの範囲内に位置しており、2トン前後としている文献が多い。
明確な同定を行えないいくつかの大型化石がアロサウルスのものとされてきたことがあり、それらを含めると体の大きさに関する見解は少し複雑になる。例えばアロサウルスの近縁種と見られるサウロファガナクス（標本番号：OMNH 1708）は体長が10.9mに達し、'アロサウルス・マキシムス（A. maximus、“最大のアロサウルス”の意）としてアロサウルス属に含められることがある。20世紀末の研究ではアロサウルスとサウロファガナクスは互いに別属であることが支持された。2024年の再分類ではサウロファガナクスとされた標本に竜脚類とアロサウルス属の未分類種、そして新種とすることができるアロサウルス属の標本が混在していることが明らかとなり、これに伴ってアロサウルス・アナクスが新種として記載された。
また、体長が12.1mに達するエパンテリアス（標本番号：AMNH 5767）もアロサウルス属の一種と考えている研究者がいる。
前足は比較的大きく、巨大なかぎ爪は武器として使うことができた。

### 頭骨

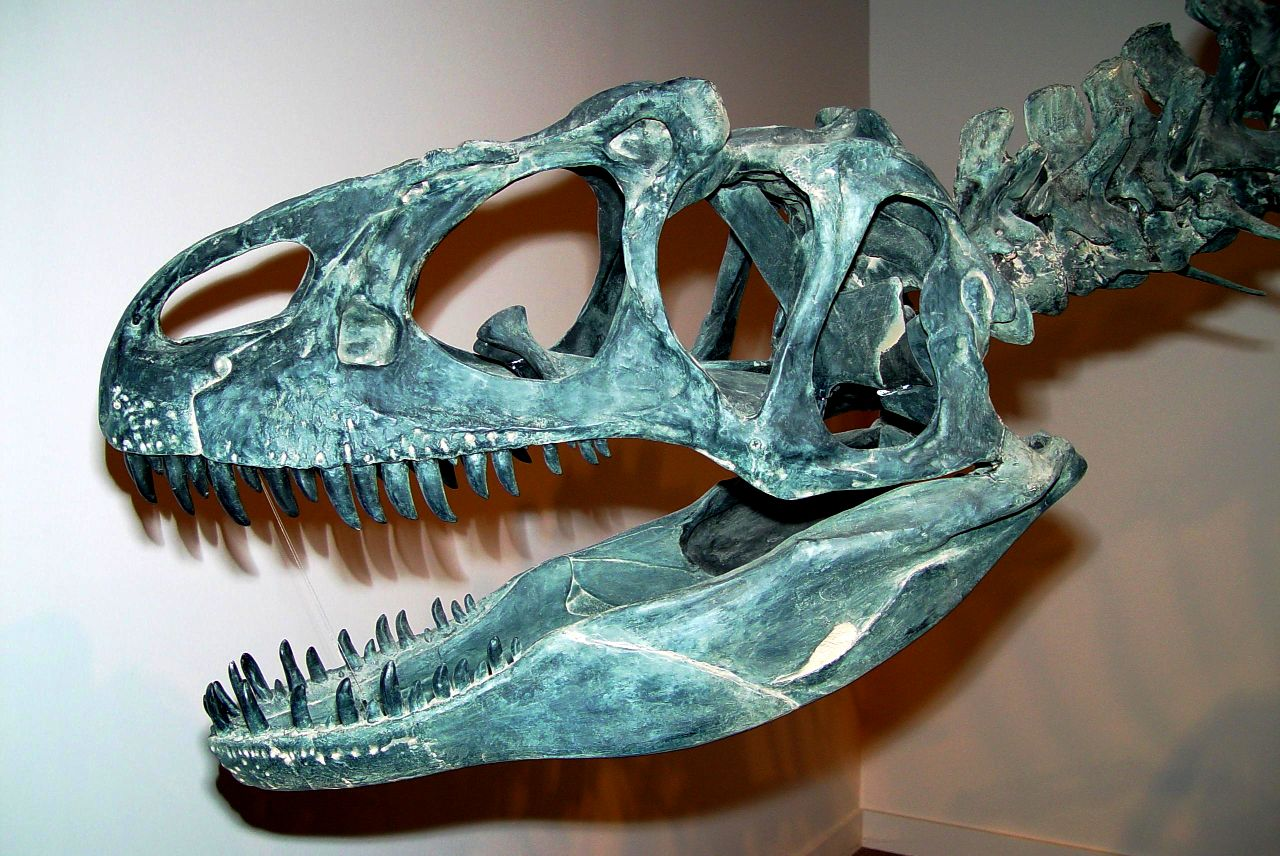
アロサウルスの頭骨

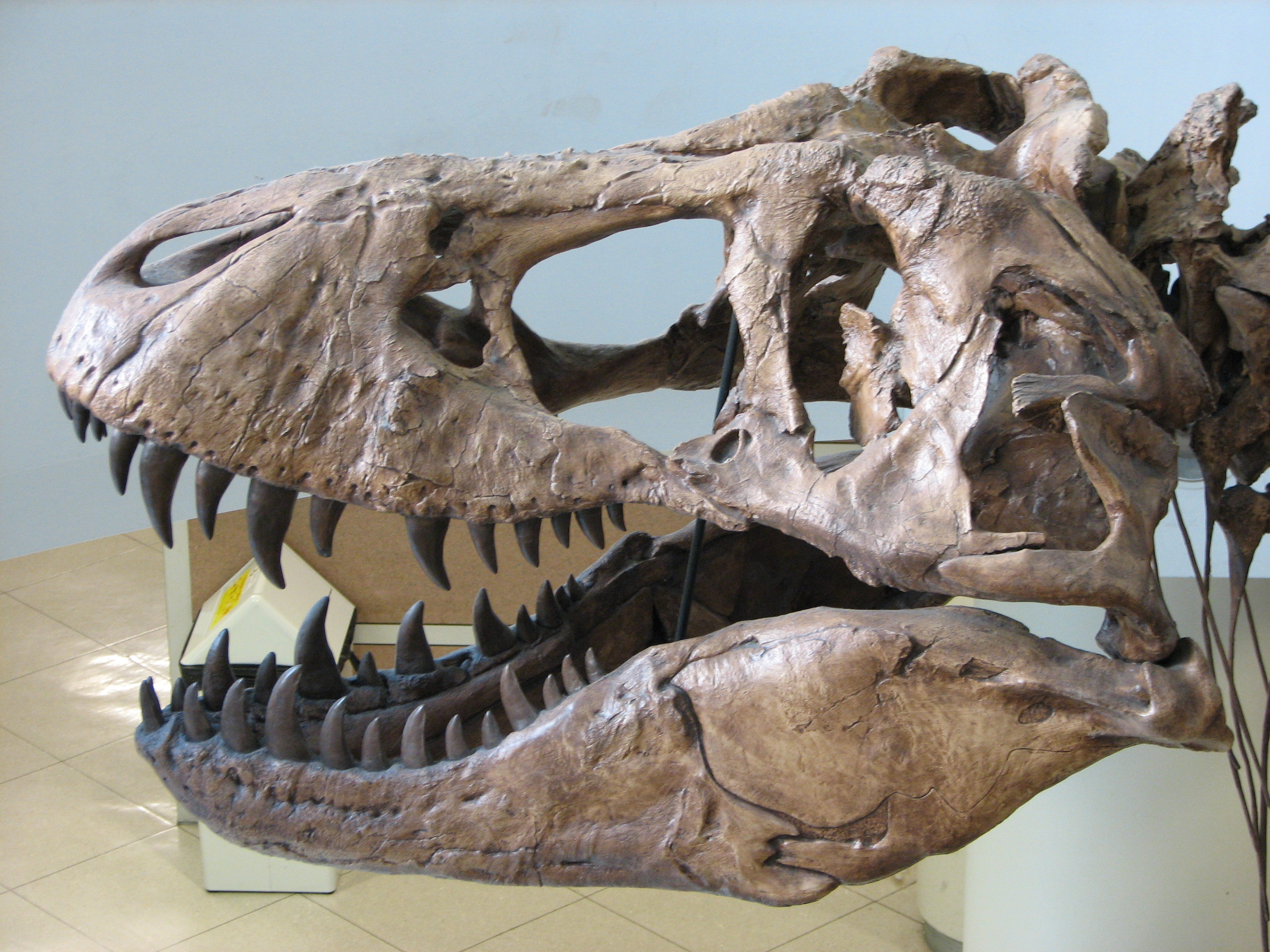
ティラノサウルスの頭骨。アロサウルスより頭骨の間隙が少ないが、上部後方には両者に共通する筋肉が付着する小突起が見える。

アロサウルスの頭骨と歯は同サイズの獣脚類に比すると控え目な大きさであった。古生物学者グレゴリー・S・ポールの報告によると、体長7.9mと推定される化石の頭骨長が845mmであった。頭骨に穿たれた各孔は広く、大きさの割に軽量であったと考えられる。各前上顎骨（上顎口端を形成する一組の骨）はD字形断面の5本の歯を持ち、各上顎骨からは14本〜17本の歯が生えていた（歯の数は骨の大きさと必ずしも一致しない）。一方、各下顎骨には14本〜17本、平均16本の歯が生えていた。歯は口内にいくほど狭小でより湾曲したものになっており、歯の縁にはティラノサウルス等の獣脚類でも確認されている鋸歯状の凹凸があった。歯単体の化石がよく見つかるが、これは歯が頻繁に抜け落ち、新しいものと生え替わっていたからだと説明される。また、一般書ではナイフのように薄い歯と書かれがちであるが、モリソン層産の獣脚類で最も頑丈な歯を持つのはアロサウルスであるという研究もある。
頭骨の眼孔上部には一組の角があった。この角は涙骨が延長したもので、標本によって形や大きさが異なっている。また鼻骨の先端から角にかけて一組の低いひだ状の張り出しが走っていた。この角はケラチンで覆われていたと考えられ、目に対する日除け、力を誇示する装飾、あるいは種族内での争いに用いられたという意見がある（ただし角自体の構造は脆かった）。頭骨後方の上部中央には筋肉が付着するための小さい突出部があったが、これはティラノサウルスにも見られる構造である。またこの突起に衝撃を集中させることでダメージ軽減につながっていた可能性もあるという。
涙骨内には腺（特に塩類腺）が通っていたと思われる窪みがある。上顎洞（鼻腔と繋がり空気を滞留させる空間）はより原始的な獣脚類であるケラトサウルスやマルショサウルス（en:Marshosaurus）に比べると発達していた。上顎洞の発達はすなわち鋤鼻器（ヤコブソン器官）のような嗅覚と関連する器官の発達を意味する。脳を収める頭蓋上部の殻は薄くなっているが、これは脳の温度調節を容易にするためだと考えられている。上顎と下顎は後部で関節により結び付けられていた。また下顎の前部と後部の間にも結合部があり、その部分が若干可動することで口を外側により大きく開くことが可能であった。頭蓋（頭骨後部）と前頭骨もおそらく同様の結合部を有していたであろうと考えられている。
噛む力の割に頭骨の耐久性が高かったので、噛み付くのではなく、口を大きく開いて顎を振り下ろして攻撃していたという意見がある。それについては後述する。

### 頭骨以外の骨格
アロサウルスは、首に9個、背中に14個、腰部（仙骨）に5個の椎骨を持っていた。尾部の椎骨の数ははっきりせず、個体によっても異なるようである。ジェームズ・マドセンは50個、グレゴリー・S・ポールは45個かそれより少ないと推測している。首部の椎骨には空隙があり、そこには現生の鳥類と同様に呼吸用の気嚢があったと考えられている。
肋骨の広がりは大きく、ケラトサウルスのようなより原始的な獣脚類よりも太い胴体を持っていた。
また標本数は少ないが腹肋骨（腹側を覆う骨）を持っていたと考えられており、それは完全には骨化していなかった。1996年には叉骨の存在も確認されている（ただしそれまで腹肋骨と混同されていた場合も多い）。腰部を形成する腸骨は強固で、恥骨は竜盤目特有の体前下方へ大きく突出する構造であったが、それは筋肉の接着部であると同時に地上へ体を下ろして休息する際の支えとして働いた。マドセンはクリーブランド・ロイド発掘地で見つかった約半数の個体の恥骨先端が、体の大きさに関わらず融着していないことを発見した。マドセンはこれを性差を示すものとし、恥骨先端が分離しているのは雌で、産卵しやすい骨格構造になっていると主張した。しかし、この仮説はあまり顧みられていない。
復元骨格などでは尾が非常に長いものが散見されるが、ジムマドセニ種の良好な保存状態の化石が見つかったことでこの復元は誤りであると判明した。ジムマドセニ種の化石から判明した尾は今までの復元に比べると短く、先端がかなり細いものであった。
アロサウルスの前肢は後肢に比べて短く、成体では後肢の約35%である。手にはそれぞれ3本の指があり、その先には湾曲した大きな爪が付いていた。腕は強力で前腕は上腕に比べていくらか短かった（尺骨と上腕骨の比は1:1.2）。手首の手根骨は半月状であり、これは鳥類を含む小型獣脚類グループ（マニラプトル類）に見られるものと同様であった。3指は親指に当るものが最も太くて大きい。脚はケラトサウルスのような同時代の大型獣脚類に比べると長いが、後の時代のティラノサウルスほど長くはなく、移動速度はそれよりも低かったと考えられている。また足先の爪はそれほど発達しておらず、初期の獣脚類よりも蹄に近いものであった。各足には接地点を持つ3本の指があり、そのやや上部内側に1本の母趾（狼爪）がある（マドセンはこの母趾は幼獣を掴むために使用していたという説を唱えた）。またこれらの指を構成する4本の中足骨の内側には5本目のものがあるが、これはアキレス腱を伸縮させるための一種のレバーとして機能したのではないかと解釈されている。

## 分類学的研究

### アロサウルス科の歴史

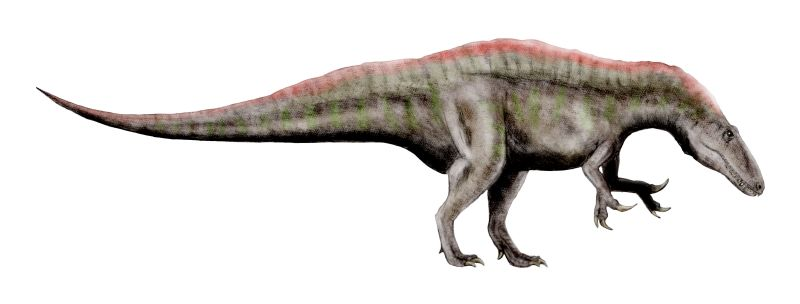
白亜紀前期に存在し、アロサウルスに比較的近い種族であると考えられるアクロカントサウルス。

アロサウルス（属）は、分類学的には大型獣脚類カルノサウルス類に属するアロサウルス科の一つに位置付けられている。アロサウルス科は1878年にオスニエル・チャールズ・マーシュによって創設されたが、1970年代まではメガロサウルス科(en:Megalosaurid)（メガロサウルスをはじめとする獣脚類が属するとされた旧分類）というタクソンの方が好んで使用された。また1930年頃〜1980年頃には属名としてアロサウルスの代わりにアントロデムスが使用され、アロサウルスという学名を復権した1976年のジェームズ・マドセンのモノグラフ以前の出版物を読む場合は注意が必要である。アロサウルス科の代わりにメガロサウルス科を記載している著名な刊行物はチャールズ・W・ギルモアの1920年の論文、フリードリヒ・フォン・ヒューネの1926年の論文、アルフレッド・シャーウッド・ローマーの1956年と1966年の論文、R・スティール(R. Steel)の1970年の論文、アリック・ウォーカー(en:Alick Walker)の1964年の論文である。
1976年のマドセンのモノグラフの影響により、獣脚類恐竜をアロサウルス科へ再分類する動きが生じた。この再分類は必ずしも厳密な検証を行っていない場合もあり、定義そのものにも曖昧さがあるが、結果的に科名として一般化的に使用されるようになった。再分類の過程でアロサウルスとの系統的な関連が考えられた属としてインドサウルス、ピアトニツキーサウルス、ピヴェテアウサウルス、ヤンチュアノサウルス、アクロカントサウルス、キランタイサウルス、コンプソスクス(en:Compsosuchus)、ストケソサウルス(en:Stokesosaurus)、スゼチュアノサウルス(en:Szechuanosaurus)が挙げられる。しかし、21世紀初頭の獣脚類の進化・系統に関する研究によれば、上記の属はいずれもアロサウルス科には含まれていない。ただしアクロカントサウルスやヤンチュアノサウルス等はアロサウルスの近縁属であると考えられている。

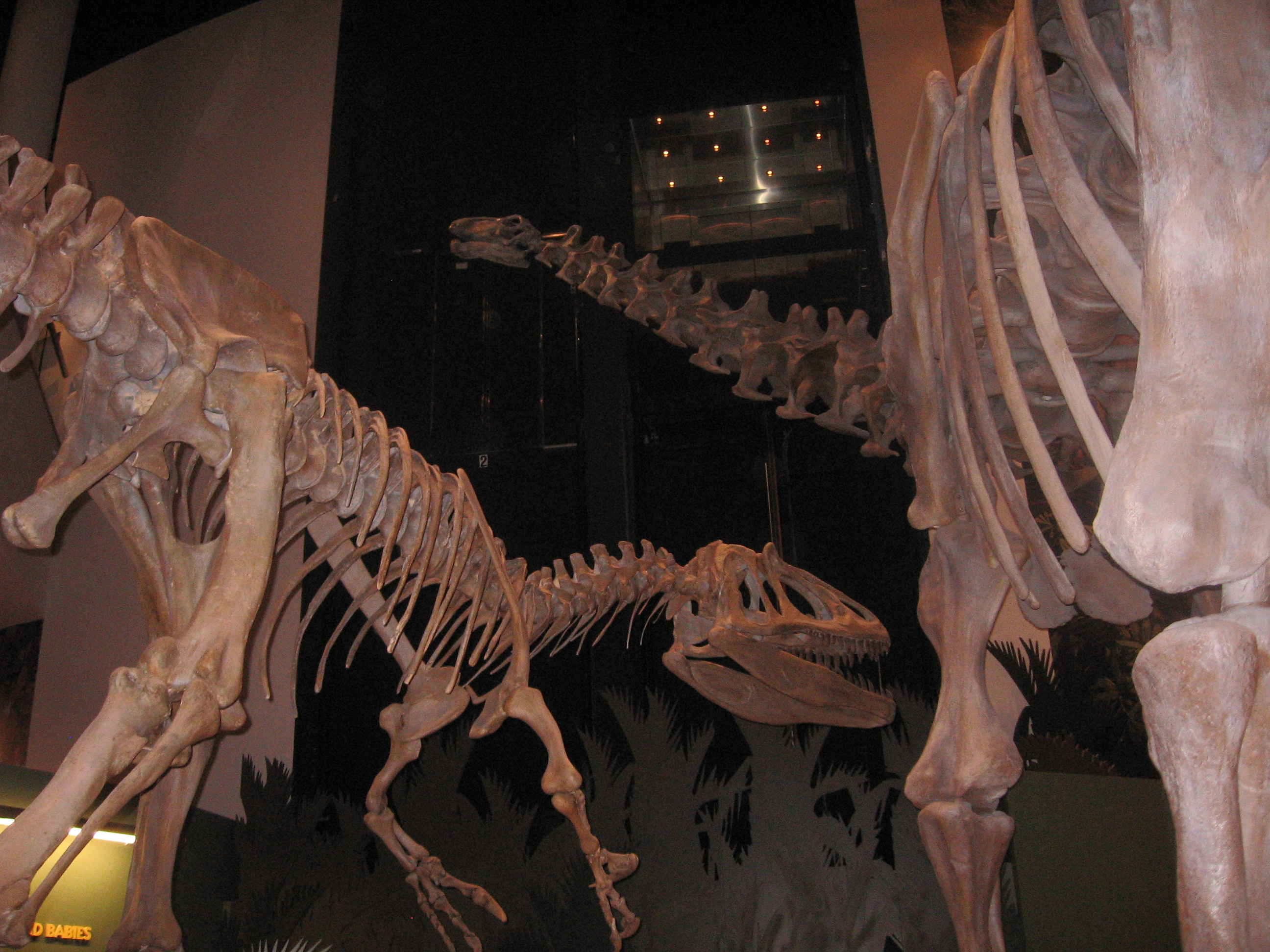
アロサウルスと同属か近縁属のサウロファガナクスの骨格（右はアパトサウルス）

アロサウルス科はカルカロドントサウルス科（代表属：カルカロドントサウルス）、シンラプトル科（代表属：シンラプトル）と共にカルノサウルス類を構成する一つの系統（アロサウルス上科(en:Allosauroidea)）を作る （ただし議論中のベックレスピナクス科(en:Becklespinax)は除く）。アロサウルス科はカルノサウルス類の中では属の数が少なく、20世紀末のレビュー（研究分野の動向をまとめた論文）ではサウロファガナクスとフランスで発見された化石種のみがアロサウルスと共に同科を構成する属であるとされていた。また、従来エパンテリアスもアロサウルス科の属の候補として扱われてきたが、いくつかの証拠からエパンテリアスはアロサウルスの大型の個体ではないかと疑う意見も多くなっている。21世紀初頭の論文ではサウロファガナクスを一つの属として扱い、エパンテリアスをアロサウルスの一種としているものが多い。かつてアロサウルス科はティラノサウルス科の先祖的タクソン（側系統群）に位置すると考えられたことがあり、1980年代にはグレゴリー・S・ポールが著作中でそのような主張を行っている。しかし、1990年代にはその説は否定され、ティラノサウルス科はコエルロサウルス類に属するものとされた。
21世紀初頭の通説を基にした上科から属までの分類のまとめ
|  | アロサウルス属        |
|  |                       |
|  | エパンテリアス属 ? 他 |
|  |                       |

|  | アクロカントサウルス属 |
|  |                        |
|  | ギガノトサウルス属 他  |
|  |                        |

|  | アロサウルス属        |
|  |                       |
|  | エパンテリアス属 ? 他 |
|  |                       |

|  | アクロカントサウルス属 |
|  |                        |
|  | ギガノトサウルス属 他  |
|  |                        |

### アロサウルス属の種
アロサウルス属にいくつの種が属すのかははっきりしていない。1988年以来アロサウルス属としてある程度の妥当性が認められてきたものには、フラギリス（A. fragilis 　基準標本）、アンプレクサス(A. amplexus )、アトロクス(A. atrox )、エウロパエウス(A. europaeus )、ジムマドセニ(A. jimmadseni 　ただし正式には記載されていない)、アナクス(A. anax )、テンダグレンシス(A. tendagurensis )の合計7種がある。この中には骨の欠片しか見つかっていないようなものもある。また、これまでの歴史の中で少なくとも10種の恐竜がアロサウルスと同一種であったり、アロサウルスと混同されたりしてきた経緯がある。原初的なテタヌラ類に関する21世紀初頭のレビューでは、フラギリス、ジムマドセニ、テンダグレンシスのみが妥当な種として受け入れられており、アンプレクサスとアトロクスはフラギリスに編入され、エウロパエウスはフラギリスと同一という意見が強い。
アンプレクサス、アトロクス、フラギリス、ジムマドセニ、アナクスはいずれもアメリカのコロラド州、モンタナ州、ニューメキシコ州、オクラホマ州、サウスダコタ州、ユタ州、ワイオミング州にかけてのジュラ紀後期のキメリジアン期（en:Kimmeridgian）からティトニアン期(en:Tithonian)に属するモリソン層から発見されている。この中でフラギリスは発掘数が最も多く（最低60個体）、研究も進んでいる。この次によく知られているのはアトロクスであり、1980年代からフラギリスとアトロクスが同種か否かについての議論が行われてきた。前述のように21世紀初頭ではそれらは同一種であるとする見方が一般的で、モリソン層の局地的な形成過程や組成の違いが両者の化石の差異として現れているに過ぎないと考えられている。
エウロパエウスはジュラ紀後期キメリジアン期に形成されたポルトガルのロウリニャン層（en:Lourinhã Formation）に属する発掘地から1999年に見つかった新しい標本だが、フラギリスと同種であろうという意見も存在している。テンダグレンシスはタンザニアムトワラ州のキメリジアン期の層から発見された。21世紀初頭のレビューではテンダグレンシスをアロサウルスの一種として認めているものの、おそらくより基盤的なテタヌラ類か既に登録済みの別の獣脚類である可能性も高いとされる。正体がはっきりしないテンダグレンシスであるが、体長は10mに達し、体重は2.5トンになる大型獣脚類であったと推定されている。
結果的にアロサウルスと学名が重複してしまった属にアントロデムス、クレオサウルス、ラブロサウルスがある。これらの標本の多くは現在はフラギリスであると考えられているが、骨格の一部しか発見されていない場合が多く、分類の妥当性に関して曖昧な部分も残っている。ところでこの内、1884年にマーシュが命名したラブロサウルス・フェロックスはその標本が特徴的であった。下顎の一部が発見されていたのだが、その口先の歯列には特徴的な隙間があり、標本の後部は大きく肥大して反り返っていた。後の研究によるとその一部は感染症の跡であり、後部の異常な形状は石膏型を作る段階で生じたものであろうと推測された。21世紀初頭ではこの標本はフラギリスのものとみなされている。この他、アロサウルスと関連すると考えられた化石はオーストラリア、シベリア、スイス等世界各地で見つかってきたが、多くはアロサウルスと違う恐竜だと結論付けられている。

## 発見と研究の歴史

### 黎明期

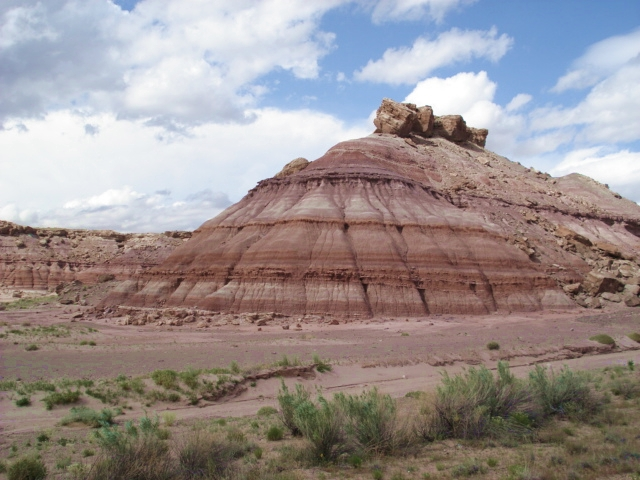
モリソン層が広がるユタ州のコロラド高原の一部

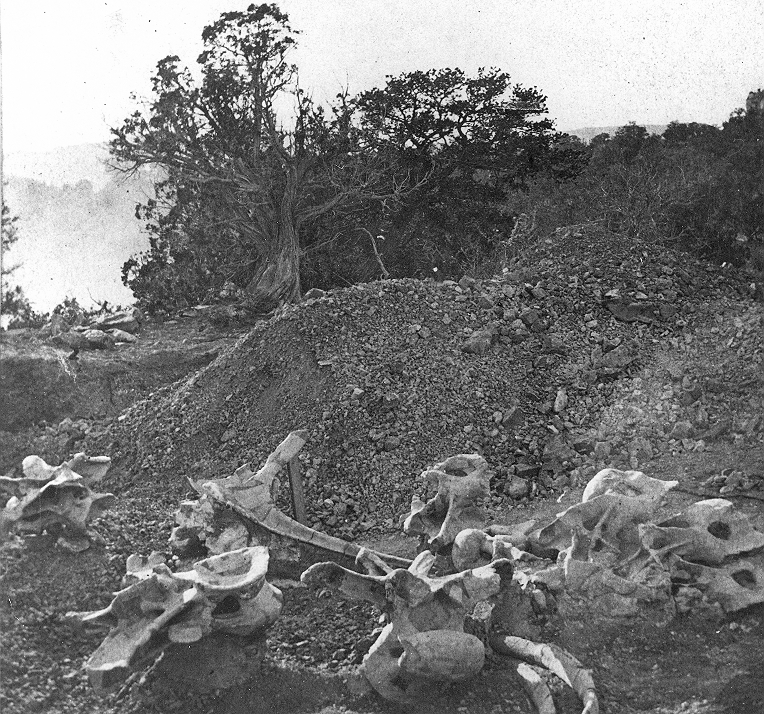
ガーデン・パークにあったコープの発掘地。写っている骨はカマラサウルスのもの。

初期のアロサウルス研究はエドワード・ドリンカー・コープとオスニエル・チャールズ・マーシュによる19世紀後半の化石発見競争（いわゆる化石戦争）のために複数の学名を付けられるなど複雑な経緯をたどった。初めて記載された化石はアメリカの地質学者フェルディナンド・ヴァンデヴィア・ヘイデンが1869年に人手伝いで入手したものである。それはコロラド州グランビーに近いミドルパーク（en:Middle Park (Colorado basin)）から流れてきたものであったが、おそらくモリソン層で出土したものと考えられている。地元民達はそのような化石を「石化した馬の蹄」と呼んでいたという。ヘイデンは入手した化石を古生物学者のジョゼフ・ライディに送り鑑定を依頼したが、ライディはそれを半分欠けた尻尾の椎骨だと同定した。そしてそれをヨーロッパで発見された恐竜ポエキロプレウロン(en:Poekilopleuron)属の一種「ポイシロプレウロン・ヴァレンス(“Poicilopleuron” [sic] “valens”)」として学会に認めさせるために努力した。彼は後年、それをアントロデムスとして独立した属を創設することになる。
アロサウルス・フラギリスという学名はオスニエル・チャールズ・マーシュが1877年に付与したものである。学名創設の論拠とされたのは標本 YPM 1930 で、3個の椎骨、1個の肋骨片、1本の歯、1個の足先の骨、右前肢の上腕骨を含んでいた。「アロサウルス」のアロはギリシア語で“奇妙な”または“異なった”を表すallos/αλλοςから来ており、サウルスは同語でトカゲを意味するsaurus/σαυροςで、全体で“異なったトカゲ”の意である。これは化石の椎骨がそれまで発見されたどの恐竜のものとも異なっていたことから付けられた名称である。「フラギリス」という種名はラテン語で“壊れやすいもの”を意味するが、これは椎骨に空洞が多かったことにちなんでいる（ただし他の恐竜に比べて特に空洞が多いわけではないことが後年判明する）。これらの化石はコロラド州ガーデン・パーク(en:Garden Park, Colorado)、カノン・シティー(en:Canon City, Colorado)北のモリソン層から発見されたものであった。ボーン・ウォーの最中にあり、コープとマーシュは後にアロサウルスと同属であると判明する（もしくは疑われる）いくつかの学名の創設を行った。このようなものにマーシュのクレオサウルス(Creosaurus)、ラブロサウルス(Labrosaurus)、コープのエパンテリアスがある。

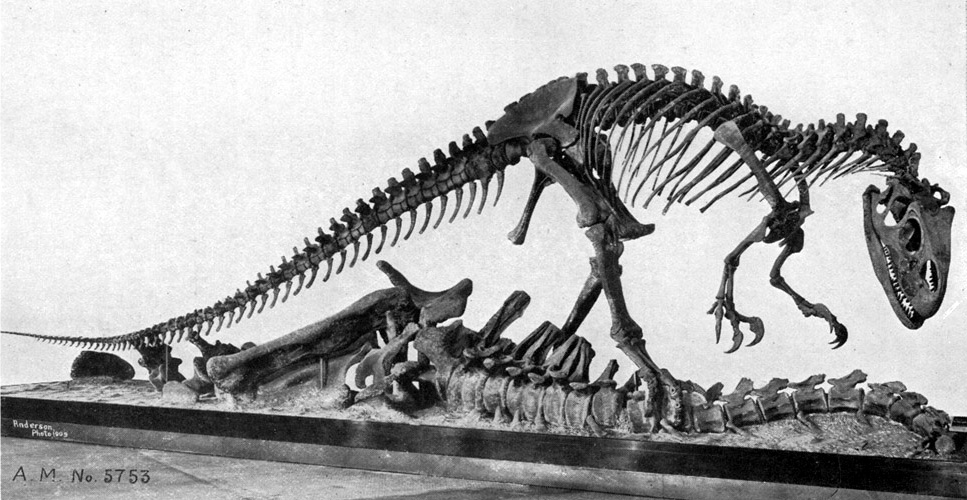
アロサウルスの標本（AMNH 5753）を用いてアパトサウルスを食んでいる様子を再現した展示

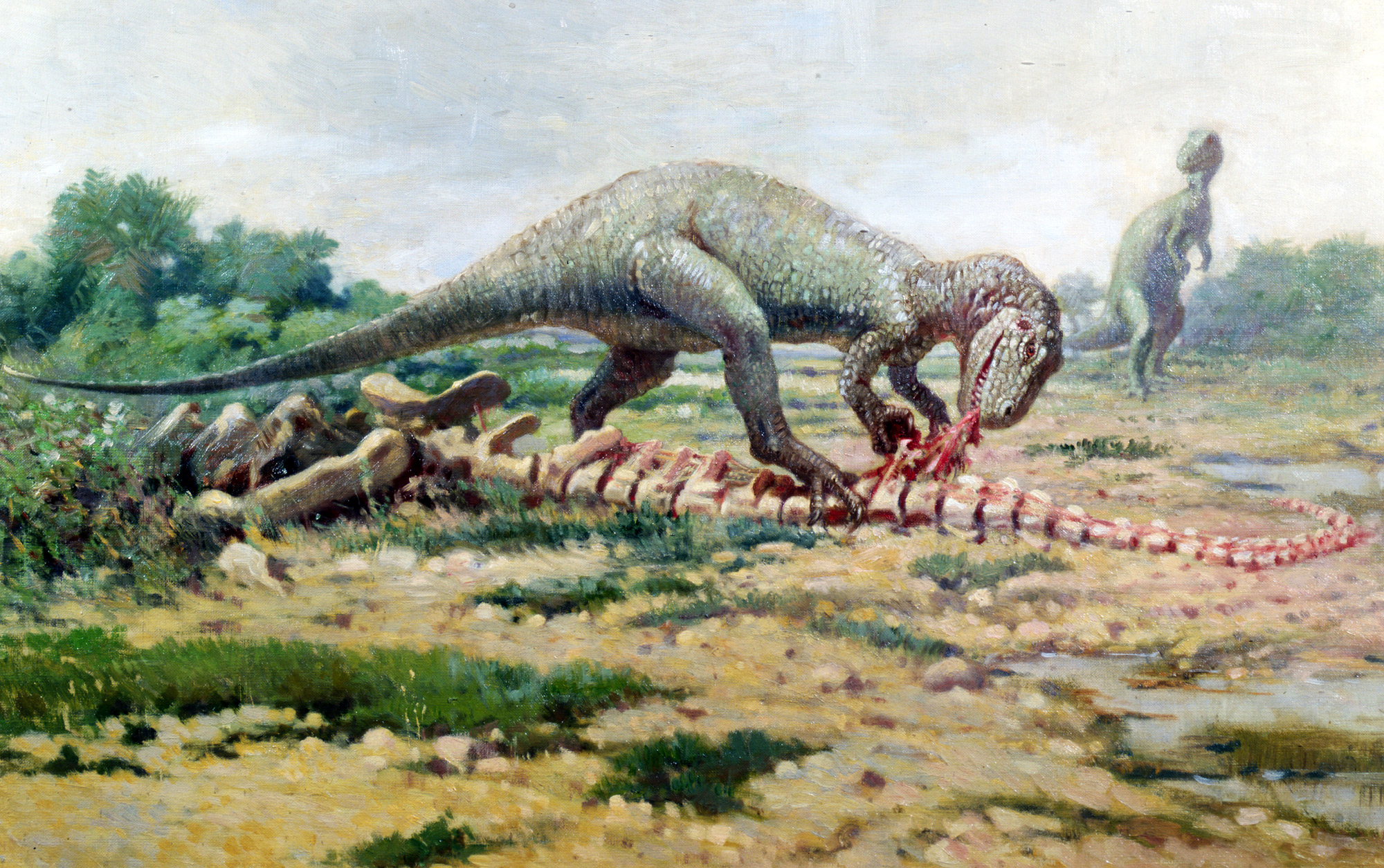
上の展示のモデルとなったチャールズ・R・ナイトが描いたアロサウルスの復元像

コープとマーシュは新種の発掘と発表に躍起になっていたため、発見した化石（特に弟子が発見したもの）の精査やその産出地の再調査をしないことがあった。例えばベンジャミン・フランクリン・マッジ(en:Benjamin Franklin Mudge)がアロサウルスの基準標本を発見した後、マーシュはそれが出土したコロラド州ガーデン・パークではなく、ワイオミング州で発掘を行うことを決定している。ちなみに1883年になってガーデン・パークで発掘が再開された時、M・P・フェルヒ(M.P.Felch)がほぼ完全なアロサウルスの骨格といくつかの骨の化石を発見することになる。また、コープに雇われていた化石収集家のH・F・ヒューベル(H. F. Hubbell)は1879年にワイオミング州コモ・ブラフ(en:Como Bluff)でアロサウルスを発見し雇い主に送付したが、その化石をコープは開封することがなかった。コープの死後数年が経過した1903年にそれを開封したところ、当時知られていた獣脚類のどの標本よりも完全な骨格が出てきた。これは現在はサンプル番号 AMNH 5753 として知られるもので、1908年に一般公開された。この際、画家チャールズ・R・ナイト(en:Charles R. Knight)のアロサウルスがアパトサウルスの死肉を漁っている様子を描いた絵と同じ構図で骨格が組まれた。ちなみにこれは獣脚類恐竜の骨格展示として初めてのフリー・スタンド（骨格をつっかえ棒やワイヤーによる懸吊なしで支える）であったことに特徴があり、その様子は絵画や写真として多く残されているが、再現した光景に関する学術的・科学的な説明は特に残っていない。
初期の発見と研究でアロサウルスに多くの名称が与えられ、しかもマーシュとコープがそれら“新種”に与えた記述内容が貧弱であったことは後の研究の混乱の種となった。その当時でさえ、サミュエル・ウェンデル・ウィリストン（en:Samuel Wendell Williston）をはじめとする専門家の間では同一種に複数の学名が付けられているという指摘があった。ウィリストンは1901年にマーシュはアロサウルスとクレオサウルスの違いを示す十分な証拠を持っていないと主張した。名称の重複を正すことに最も影響のあった研究は1920年にチャールズ・W・ギルモアが行ったものであった。彼はジョゼフ・ライディのアントロデムスとアロサウルスの尻尾の椎骨は同一のものであるという結論に至り、先に命名されたアントロデムスという学名を使用するべきだと主張し、結果的にアントロデムスが属名として有効なものとされた。しかし、その約50年後にジェームズ・マドセンがクリーブランド・ロイド発掘地での化石に関する研究をまとめ、アントロデムスはアロサウルスに比べて標本が少なく部分的な特徴しか見出すことができず、しかもたった一つしかない標本の正確な出所が不明であるという主張を行い、アロサウルスを学名として復活させた。現在ではアントロデムスという名称はギルモアの復元したアロサウルスの頭骨とマドセンの復元した頭骨を便宜的に区別するために用いられている。

### クリーブランド・ロイド発掘地での発見

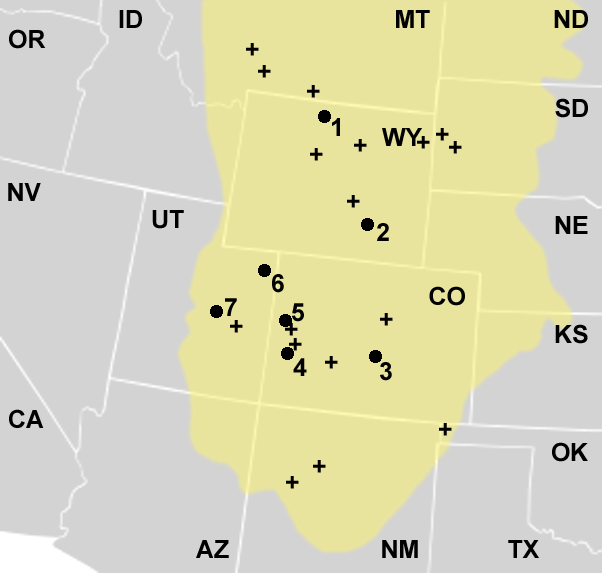
黄色い部分がモリソン層で、アロサウルスが発見された地点が印で示されている（詳細は画像頁参照）。

クリーブランド・ロイド発掘地として知られるようになるユタ州エメリー郡(en:Emery County, Utah)の地層における発掘は1927年には始まり、化石産出地として1945年にウィリアム・J・ストークス(William J. Stokes)から紹介されているが、大規模な発掘作業が開始されるのは1960年になってからである。1960年〜1965年に40近い機関・組織が協力して行った発掘プロジェクトでは数千の恐竜の骨が発見された。発掘地ではアロサウルスの標本が最も多く発見され、その大半はフラギリスのものであった（少なくとも73体分の恐竜の化石が発見され、その内最低46体がフラギリスであると考えられている）。なぜそこにアロサウルスの化石が集中していたのか決定的な説明はなされていない。また、発見された恐竜の化石はなぜかバラバラの状態で混ざり合っていた。このミステリアスな状況を受け、発掘地の地質的な形成過程に関する10本程度の論文が書かれたが、恐竜の死因については「泥や沼あるいは湧水池で足を取られて溺れた」「干ばつ時に水溜りに集まった個体がそのまま息絶えた」等、様々な仮説が提案された。いずれにせよ、この発掘地では保存状態の良い化石が多数見つかったため多角的な研究を行うことが可能になり、結果的にアロサウルスを最も解明の進んだ獣脚類の地位に押し上げた。発掘された標本に様々な年齢と大きさ（全長1m以下〜12m）の個体が含まれていたこと、また骨格がバラバラであったことで骨どうしの癒着が防がれて個々の部位が良く残っていたことは研究を進める上で有利に働いた。

### 1980年代後半〜現在
マドセンが1976年にモノグラフを発表して以降、アロサウルスの生態や生息環境に関する多くの研究が行われてきている。そのような研究の主題の例を挙げると、骨格のバリエーション、成長過程、頭骨の構成、狩猟方法、
脳、種族内での共生や子育ての可能性に関するもの がある。また、古い標本（特に大きな標本）の再分析、1999年のポルトガルにおけるアロサウルス化石（エウロパエウス）の新発見、さらに新しく発見された完全な標本“ビッグ・アル”もまた研究の拡大に貢献している。

#### ビッグ・アル -Big Al-

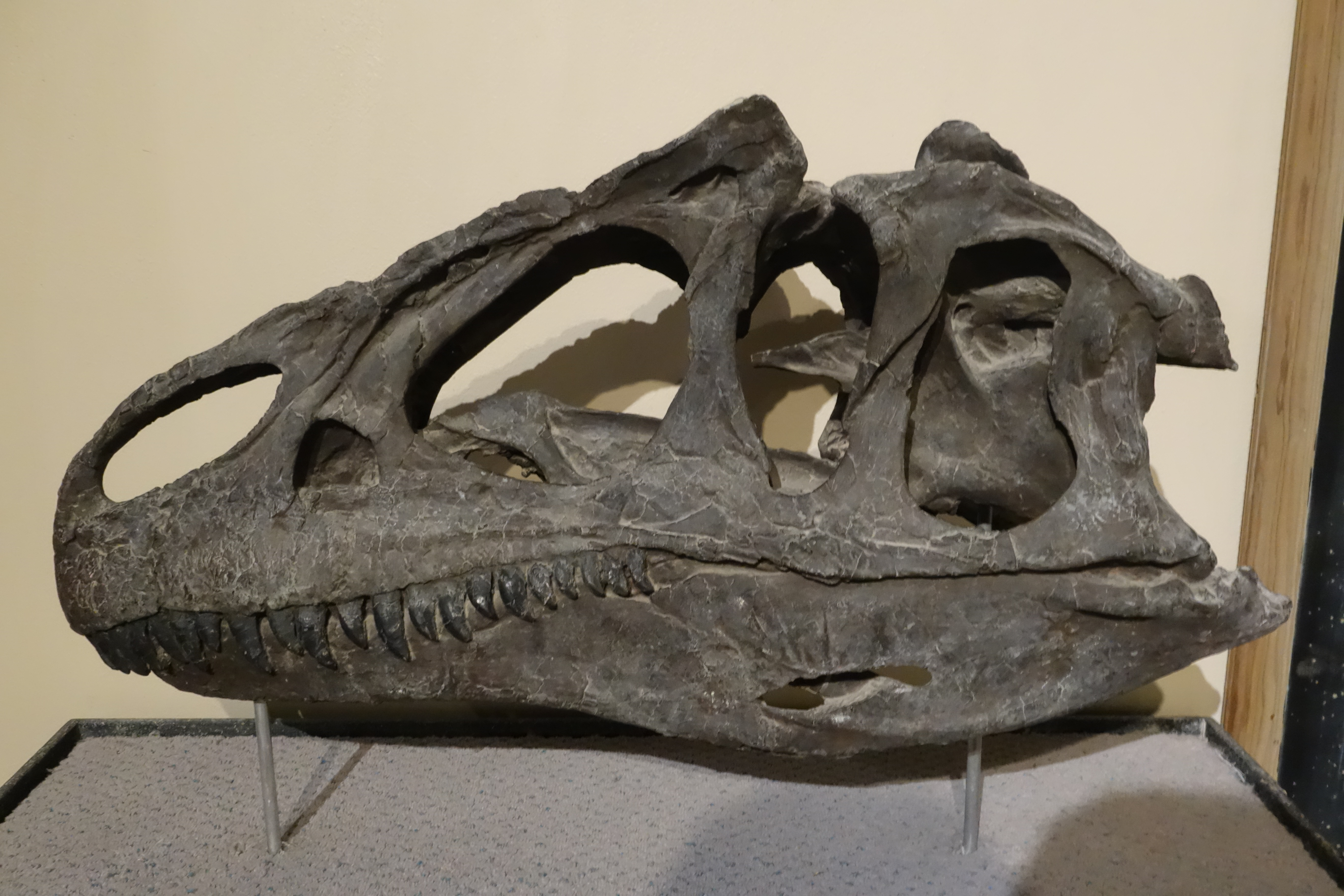
「ビッグ・アル」の頭骨

これまで収集された重要なアロサウルス標本の一つとして、1991年に発見された「ビッグ・アル」（標本番号：MOR 693）と呼ばれるものがある。この標本は骨格の90%が揃っているというほぼ完全なもので、体長は約8mであった。発見発掘については少々紆余曲折があり、最初の発見はワイオミング州シェル(en:Shell, Wyoming)でスイスのカービー・シベル(Kirby Siber)に率いられたチームによってなされたが、彼らが正式に発掘権を所得していたにもかかわらず、過去の土地所有者の変動の混乱の中、Alの所有権はロッキー博物館(Museum of the Rockies)とワイオミング大学地質学博物館の合同チームが奪ってゆく形となった。意気消沈のシベルチームであったが、彼らはそれにも負けず発掘に取り組み、後に2体目となるアロサウルスの発掘に成功する。こちらは「ビッグ・アル・ツー」(Big Al II)と命名され、これまで発見されたアロサウルスの中で最も保存状態が良いものであり、彼らの努力は報われた。その後の研究で「ビッグ・アル」と「ビッグ・アル・ツー」は、フラギリスではなくジムマドセニに属すると考えられている。
ビッグ・アルは保存状態や骨格の完全さからその学術的価値を認められ固有の愛称まで与えられている。その体長はアロサウルス・フラギリスの平均を下回っており、成体の87%ほどしか成長していない若い個体であると考えられている。ビッグ・アルの標本に関する研究報告は1996年にブレイサウプト(Breithaupt)が行っている。ビッグ・アルの19個の骨に残された傷跡は感染症（骨髄炎）であったらしいことを示していたが、これがビッグ・アルの死に繋がったのであろうと考えられている。病気の影響を受けたと考えられるのは5本の肋骨、5個の椎骨、4個の足の骨であった。足の骨の感染により後肢の一方が不自由となり、歩行の際にもう一方の後肢に負担をかけることで結果的に両足とも致命的なダメージを負ったのではないかと推定されている。

## 生息環境
アロサウルスはモリソン層で最もよく見つかる獣脚類で、それが形成された時代の食物連鎖の頂点に立つ存在であったと考えられている。当時のモリソン層地域は雨季と乾季が交互にやってくるステップ気候であり、洪水の氾濫により形成された氾濫原であったと推定されている。植生は多様であり、河に沿って球果植物、木性シダ、シダ植物を中心とした森が広がり、その外は木性植物がほとんど見られず背の低いシダ植物が生えるだけのサバンナであった。
モリソン層は化石採取地としては有名な場所で、緑色植物、菌類、蘚類、トクサ、シダ植物、ソテツ類、イチョウ、球果植物等の植物化石をはじめ、二枚貝、カタツムリ、条鰭綱の魚類、カエル、有尾目の両生類、カメ、ムカシトカゲ、トカゲ、陸生または海生の主竜類、翼竜、そして数々の恐竜、また哺乳類として、ドコドント類(en:docodonta)、多丘歯目、シンメトロドント類(en:symmetrodonta)、トリコノドント類(en:triconodonta)等、多くの動物種が発掘されている。
出土した恐竜の内、獣脚類にはケラトサウルス、オルニトレステス、トルヴォサウルス(en:Torvosaurus)、竜脚類にはアパトサウルス、ブラキオサウルス、カマラサウルス、ディプロドクス、鳥脚類にはカンプトサウルス、ドリオサウルス、剣竜類ステゴサウルスが含まれている。アロサウルスが発見されているポルトガル地域もジュラ紀後期にはモリソン層と同様の生態系を有していたとされるが、そこでは海洋の影響がより大きかったと考えられている。産出する恐竜の多くはモリソン層とほぼ同じで、アロサウルス、ケラトサウルス、トルヴォサウルス、アパトサウルス、ブラキオサウルス、ルソティタン(en:Lusotitan)、カンプトサウルス、ドラコニクス（en:Draconyx）等を含んでいる。

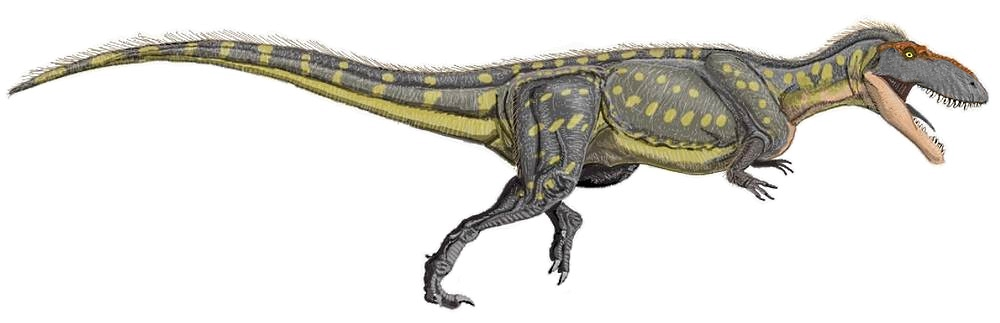
ジュラ紀後期にアロサウルスと同時に存在していたトルヴォサウルス。アロサウルスとの類縁は遠く、より原始的な系統に属するとされる。

前述のようにアメリカとポルトガルにはアロサウルスと同時期にケラトサウルスやトルボサウルスといった大型獣脚類が存在したが、それぞれの解剖学的研究や化石の分布状況から、その3種は別々の生態学的ニッチを有していたようである。ケラトサウルスやトルヴォサウルスは水辺の周りで活動することを好み、その低く細い体は森や茂みの中で動き回るのに有利であったと推測される。一方、アロサウルスはコンパクトな体に比較的長い脚を持つため、速く走るのには適していたが小回りは効かず、主に乾燥した氾濫原で過ごしていたと考えられる。また、ケラトサウルスはアロサウルスと比べて頭骨の縦幅は大きいが横幅は逆に小さく、より巨大で幅広の歯を持っていた。ニッチは違えど強力な捕食者が同居しているという状況はアロサウルス自身も他の獣脚類の餌食となりうることを示し、実際アロサウルスの恥骨にケラトサウルスかトルヴォサウルスのものと思われる歯の跡が残っていた例もある（ただし、恥骨はその体内での位置やサイズ・重量を考えると簡単には傷つけられないことから、その個体は狩られたというより死後に掃食されたものと見られている）。

## 生態

### 成長過程
アロサウルスの標本はほぼ全年齢の個体のものが揃っており、そのおかげで成長と寿命に関する学術的研究が進んでいる。さらにコロラド州ではアロサウルスの壊れた卵の化石まで見つかっている。肢の骨に関する組織学的な分析によると、アロサウルスの寿命は長くとも22年〜28年で、これはティラノサウルスのような他の大型獣脚類における見積もりとほぼ一致する。さらに同分析によると、最も成長する時期は15歳前後で、年間約150kgの体重増加があったと推定されている。
ティラノサウルスやテノントサウルス(en:Tenontosaurus)の化石では髄様骨の繊維が見つかっているが、少なくとも1個のアロサウルス標本（クリーブランド産の脛骨）でも同様のものが確認されている。髄様骨とは産卵期を迎えた鳥類の雌に生成する骨で、毛細血管を多く含み卵の殻のカルシウムの供給源として働く。つまり髄様骨の存在はアロサウルスの性差を示し、かつ産卵可能なまでに成長していたことの証拠となり得る。骨断面の年輪状構造を観察した結果、その個体の死亡時の年齢は10歳であることがわかり、アロサウルスは成長の最盛期に入る前に性的に成熟していたことがわかった。
後肢の保存状態が良い幼体の標本でその計測を行ったところ、成体に比べ体の大きさの割に脚が長く、脛と足の部分は腿よりも長いことが判明した。この事実は幼体が比較的すばしこかったことを意味するが、幼年期には小動物を狩り、成長するにつれて大型の動物を奇襲するようになっていった狩猟方法の変化をも示唆している。腿の骨は成長に従って薄く広くなるため断面は円形ではなくなっていき、それに伴い筋肉の付着部が移動して筋肉の長さが相対的に短くなっていった。このように成体と幼体の脚の構造やそこにかかる力は異なるため、成体の主に前進しかできない歩法に対し幼体はもっと別の動作を行うことができた可能性がある。例えば幼体のアロサウルスは、腸骨と後ろ脚の骨に基づく比較の結果、大人よりも3割ほど脚が長かった事が分かっている。

### 食性

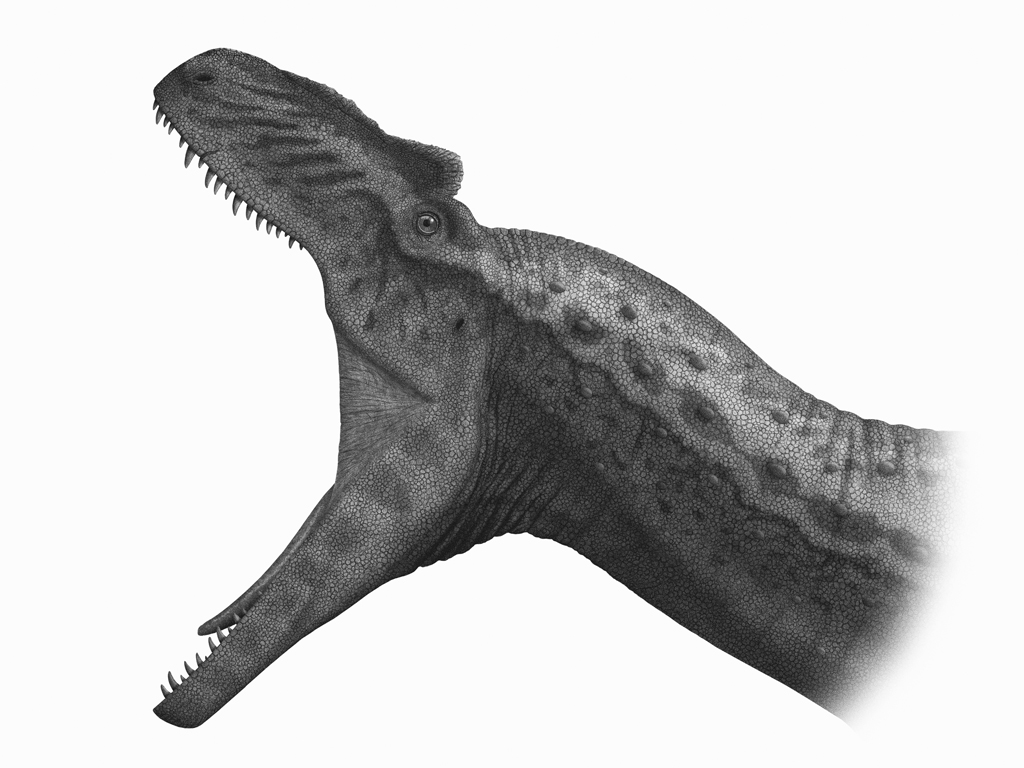
口を大きく開き上顎を手斧のように用いて狩猟を行うという説を基にした復元図。

現在の古生物学者はアロサウルスが大型恐竜を狙う活発な捕食者であったという説を受け入れている。捕食対象として同時代に生きていた竜脚類が最初に挙げられるが、これは実際に竜脚類恐竜の化石にアロサウルスの歯によって付けられたと考えられる傷跡や歯そのものが残っていたという事実に基づいている。また、アパトサウルスとアロサウルスの足跡が連続して残されている化石も発見されており、これは後者が前者を遠方から追跡していたものとみなされる場合もある。さらに、アロサウルスがステゴサウルスを襲っていたという事実を示す証拠も見つかっている。アロサウルスの尾部の椎骨にステゴサウルスの尻尾の棘先がちょうど貫通する穴状の傷跡があったり、ステゴサウルスの首部のプレートにアロサウルスの口形とよく一致するU字型の噛み跡が付いていたことがあり、それらは両者の命を懸けた闘いの場面を想像される。しかし、1998年にグレゴリー・ポールはこのような見解に疑問を投げかけており、アロサウルスが単体で竜脚類のような大型恐竜を襲うには頭骨や歯をはじめ全体的に骨格が軽量過ぎるという指摘を行っている。また、竜脚類の成体ではなく、幼体を狩っていたのだという仮説が提出されたこともあった。1990年代から2000年代にかけての研究ではこの問題に対して別の見解が示された。アメリカの古生物学者ロバート・T・バッカーは第三紀のサーベル状の巨大な牙を持つ肉食動物（哺乳類）とアロサウルスを比較した結果、顎の筋肉の弱化、首周りの筋肉の発達、口を大きく上下に開く能力などが共通していることを発見した。しかしアロサウルスは特別巨大な歯を持っていないため、バッカーは首と顎をうまく使った攻撃方法が行われていたのではないかと推論した。
それは鋸歯状に並んだ上顎の歯列で獲物を切りつけるというもので、それを繰り返して弱らせていけばサーベル状の歯で致命傷を与えずとも大型の恐竜を狩ることができたと考えたのである。
バッカーと同様の結論が有限要素法を用いてアロサウルスの頭骨にかかる力を解析した結果からも得られている。生体力学的見地によれば、アロサウルスの頭骨は非常に丈夫ではあるが物を噛む力は比較的小さい。顎の筋力だけでは805N〜2,148Nの力しか発揮できないと計算されたが、これは現生の肉食動物であるアリゲーターの13,000N、ライオンの4,167N、ヒョウの2,268Nに比べると確実に小さい。しかし、頭骨自体は縦方向にかかる55,500N程度の力まで耐えられる構造を持っている。このような結果から、アロサウルスは上顎を手斧のように使用し、口を大きく開いて獲物に襲いかかり、その歯列で獲物の表層部の肉を切り裂いたのではないかと推定された（ちなみにティラノサウルスは骨まで達する裂傷を負わせることができたと考えられている）。また頭骨の構造から、アロサウルスは多様な種類の獲物を襲うことができたのではないかと推測される。頭骨は軽量性と強靭性を兼ね備えており、ゆえに動きが機敏な鳥脚類を追うことも可能であっただろうし、大型のステゴサウルスや竜脚類を襲撃した際の大きな撃力・抵抗にも耐えられたはずであるという推論を行った。一方でこの説に異論を唱える研究者もいる。そのような研究者によると、上顎を手斧のように用いて狩りを行う現生動物はおらず、普通に噛み付いたとしてもその頭骨の頑丈さゆえに暴れる獲物の力をうまくいなすことができただろうということである。この他の意見として、アロサウルス等の獣脚類は大型恐竜の肉の一部を食料になるだけ削いでいき、その命まで取る必要はなかったのだというものがある。この方法ならば、削ぎ取った肉が回復すれば同じ獲物を何度も襲うことが可能だっただろう。
以下、目、腕、脚が狩猟の際に発揮したであろう能力について概観する。頭骨を分析した結果、アロサウルスの両眼の視野の重なりは20度しかなかったと推定され、視野の重なりが比較的大きいティラノサウルスのような獣脚類に比べると立体視能力は低いと考えられている。しかし、これは現生のワニより若干小さいに過ぎず、ワニに関して言えばこの視野でも獲物までの距離とそこに到達するまでの時間を十分測れている。腕は他の獣脚類に比べて把握する能力に優れ、鋭敏な爪には物をひっかけることも可能であったと見られている。後肢は後のティラノサウルスほど頑丈ではなかったが、その分体重が軽く30km/h〜50km/h程で走れたと見積もられている。

### 社会性
アロサウルスは仲間同士で意思疎通する能力を持ち、竜脚類のような大型恐竜を集団で狩っていたと考えられてきた。ロバート・T・バッカーはこれを拡張し子育ても行っていたと考えた。彼はアロサウルスの抜け落ちた歯や反芻された大型恐竜の骨を例にとり、親が子供のいる巣まで餌を運び外敵からそれを保護していた証拠だとした。しかしながら、アロサウルスのような獣脚類が種内で社交的・友好的であったという証拠は乏しく、それどころか同種の恐竜から負わされたと考えられる腹肋骨の傷跡や頭骨の噛み跡（例えばラブロサウルス・フェロックスの下顎）が見つかっている。そのような傷は集団内でのボス争いやテリトリーを巡る争いの中で残されたのだろう。
21世紀初頭の研究によれば、アロサウルスを含む獣脚類は他の双弓類と同じように種内の別の個体と共同することはなく、大抵は互いにライバル関係にあったと推測されている。また、自分より大型の動物に対して仲間同士で狩りを行うことは脊椎動物全体を見渡しても稀なことで、実際にトカゲ・ワニ・鳥のような現生の双弓類が共同で狩りを行うことはほとんどないことを強調する論文もある。現生の双弓類はテリトリーを侵すものを殺すことさえあり、たとえそれが子供の個体であっても自分の餌場に侵入すれば同じように扱う。これはクリーブランド・ロイド発掘地でアロサウルスの個体が多く発見されたことの証左となりうる事実でもあり、活動できなくなったり死亡したりして空きとなったアロサウルスのテリトリーに餌を求めて他の個体が集まり、お互いに殺しあったというシナリオを想定することもできる。また現生のワニやコモドオオトカゲのようにテリトリー侵犯で死亡する幼体が多いとすれば、発見されたアロサウルスの化石に幼体や未成体のものが多かったことも説明できる。同様の解釈はバッカーの巣穴形成説の端緒となった発掘地(Bakker's lair sites)における出土状況にも適用されている。共食いが行われていた場合もあるようで、アロサウルスの肋骨から他の個体の歯の化石が発見されたり、肩甲骨に他の個体の歯の跡らしきものが残っていた例がある。またバッカーの発掘地からは共食いされたアロサウルスの骨が見つかっている。

### 脳と感覚
アロサウルスの頭蓋の石膏型をCTスキャンしたところ、主竜類の中でも鳥よりワニに近い脳を持つことが判明した。前庭器官（平衡状態を感知する三半規管を含む）の構造を解析した結果、頭はほぼ水平に保たれていたことがわかった。内耳の構造もワニに近いため、アロサウルスはおそらく低周波数の音を最も良く聞き取ることができただろうが、かすかな小さい音は聞き分けられなかったと考えられる。嗅球は大きく、臭いを検知することには長けていたが、臭いの判別を行う脳の部位は比較的小さかった。また眼球は顔の横についており、視野は広かったが立体視は苦手だったとされる。

## 国立科学博物館のアロサウルス

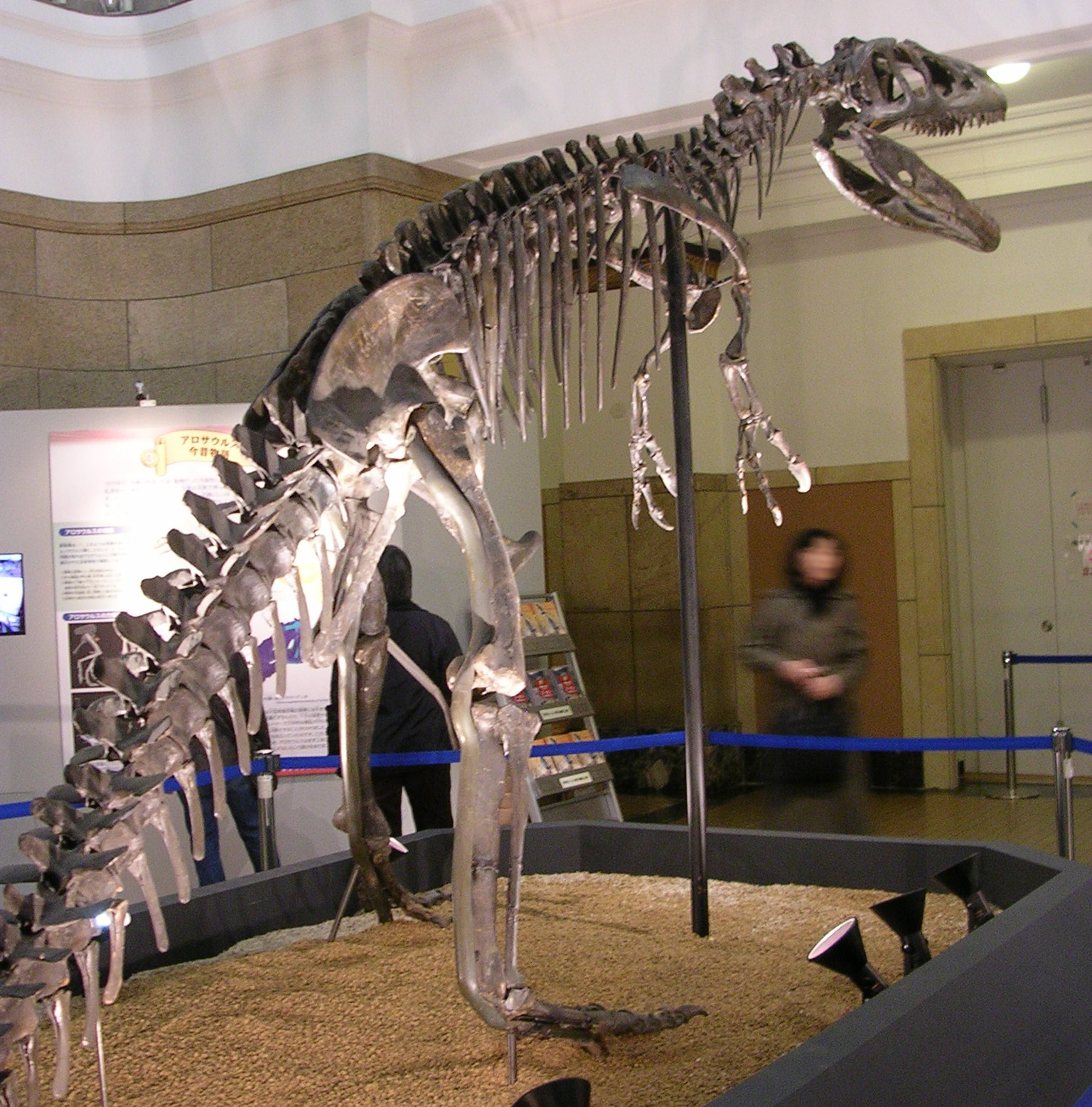
2007年末から行われた国立科学博物館の名物展示として再び中央ホールで公開されたアロサウルス骨格

国立科学博物館にはアロサウルスの全身骨格が展示されているが、これはジェームズ・マドセンがクリーブランド・ロイド発掘地より収集した実物化石である（頭骨部のみレプリカ）。
化石の発掘を依頼、資金提供を行ったのは第二次世界大戦前および戦後にアメリカでホテル経営を行っていた日本人・小川勇吉であった。小川はモリソン層で産出する化石に強い興味を抱いており、その古生物学への情熱が日本の子供達のためにアロサウルスの全身骨格を入手するという目標に結びついた。結果的にマドセンのチームが発掘・復元に成功した骨格が国立科学博物館に寄贈された。費用捻出のためにホテルを売却したともいわれている。
この標本は1964年に公開され、日本初公開の恐竜全身復元骨格として注目を集めた。その後国立科学博物館上野本館（現・日本館）において常設展示されていたが、2004年以降、企画展示などを除いて収蔵品扱いとなっていた。2015年7月14日から地球館の1階でふたたび常設展示されている。
復元形態は若干古い説に基づき、尻尾は地面に付けられ胴体は水平ではなく斜め上方に持ち上げられているものだった。しかし、2011年に新しい学説に基づいて胴体を水平にしたものに改められたが、尾は依然としてかなり長く作られており旧復元のままであった。骨格の大きさ自体はアロサウルスとしてほぼ平均的であると言われている。